# Alexandre Rasnitsyne
Alexandre Pavlovitch Rasnitsyne (en russe : Александр Павлович Расницын, en anglais : Alexandr Rasnitsyn), né le 24 septembre 1936, est un paléoentomologiste russe. Ses travaux, bien qu'axés sur la phylogénie des hyménoptères, dépassent ce cadre en abordant des sujets plus vastes comme l'évolution, la phylogénie et la nomenclature. Il reçoit en août 2008 la Distinguish Research Medal de l'International Society of Hymenopterists.